# 黄惠龄
黄惠龄（Ng Hui Lin，1989年11月6日—），馬來西亞女子羽毛球运动员，目前以自由人身分角逐國際賽事。其胞妹黄惠恩同為羽毛球运动员。

## 簡歷
2007年，黄惠龄在2007年世界青年羽毛球錦標賽，夥拍林钦华贏得混合雙打冠軍。
2011年，黄惠龄夥拍黄惠恩先後贏得威爾斯羽毛球公開賽及愛爾蘭羽毛球公開賽女雙比賽冠軍。
2012年，黄惠龄夥拍黄惠恩贏得奧地利國際羽毛球賽冠軍。同年的暑假期間，姐妹二人跟大馬羽總達成協議，被批准和國家隊一同訓練三個月。
2013年8月，黄惠龄參加中國廣州舉行的世界羽毛球錦標賽，與黄惠恩出戰女子雙打項目，首圈以2-0淘汰紐西蘭選手晉級，但在第二圈就以1比2（13-21、22-20、23-25）不敵15號種子、南韓的李紹希/申昇瓚出局。

## 個人生活
黄惠龄與胞妹黄惠恩一同在英國的拉夫堡大學讀書，並修讀同一學科。

## 主要比賽成績
只列出曾進入準決賽的國際賽事成績：
| 年份   | 賽事                       | 公開賽級別 | 項目     | 搭檔        | 成績   |
| ------ | -------------------------- | ---------- | -------- | ----------- | ------ |
| 2007年 | 馬來西亞羽毛球國際挑戰賽   | 國際挑戰賽 | 女子雙打 | 吳柳螢      | 亞軍   |
| 2007年 | 馬來西亞羽毛球國際挑戰賽   | 國際挑戰賽 | 混合雙打 | 林欽華      | 冠軍   |
| 2008年 | 澳門羽毛球黃金大獎賽       | 黃金大獎賽 | 女子雙打 | 溫可微      | 準決賽 |
| 2009年 | 越南羽毛球大獎賽           | 大獎賽     | 混合雙打 | 林钦华      | 準決賽 |
| 2009年 | 馬來西亞羽毛球國際挑戰賽   | 國際挑戰賽 | 混合雙打 | 麦喜俊      | 亞軍   |
| 2010年 | 馬來西亞羽毛球黃金大獎賽   | 黃金大獎賽 | 女子雙打 | 黄惠恩      | 亞軍   |
| 2010年 | 越南羽毛球大獎賽           | 大獎賽     | 女子雙打 | 黄惠恩      | 準決賽 |
| 2010年 | 印度羽毛球大獎賽           | 大獎賽     | 女子雙打 | 黄惠恩      | 亞軍   |
| 2010年 | 印度羽毛球大獎賽           | 大獎賽     | 混合雙打 | 顏德財      | 亞軍   |
| 2011年 | 蘇格蘭羽毛球國際賽         | 國際挑戰賽 | 女子雙打 | 黄惠恩      | 亞軍   |
| 2011年 | 威爾斯羽毛球國際賽         | 國際系列賽 | 女子雙打 | 黄惠恩      | 冠軍   |
| 2011年 | 威爾斯羽毛球國際賽         | 國際系列賽 | 混合雙打 | 马丁·坎贝尔 | 冠軍   |
| 2011年 | 愛爾蘭羽毛球國際賽         | 國際系列賽 | 女子雙打 | 黄惠恩      | 冠軍   |
| 2012年 | 奧地利羽毛球國際挑戰賽     | 國際挑戰賽 | 女子雙打 | 黄惠恩      | 冠軍   |
| 2012年 | 印尼羽毛球國際挑戰賽       | 國際挑戰賽 | 女子雙打 | 黄惠恩      | 準決賽 |
| 2012年 | 新加坡羽毛球國際系列賽     | 國際系列賽 | 女子雙打 | 黄惠恩      | 準決賽 |
| 2012年 | 越南羽毛球大獎賽           | 大獎賽     | 女子雙打 | 黄惠恩      | 亞軍   |
| 2013年 | 瑞典斯德哥爾摩羽毛球國際賽 | 國際挑戰賽 | 女子雙打 | 黄惠恩      | 準決賽 |
| 2013年 | 碧特博格羽毛球黃金大獎賽   | 黃金大獎賽 | 女子雙打 | 黄惠恩      | 亞軍   |
| 2013年 | 蘇格蘭羽毛球大獎賽         | 大獎賽     | 女子雙打 | 黄惠恩      | 亞軍   |
| 2013年 | 愛爾蘭羽毛球公開賽         | 國際挑戰賽 | 女子雙打 | 黄惠恩      | 亞軍   |
| 2014年 | 韓國羽毛球大獎賽           | 大獎賽     | 女子雙打 | 許嘉雯      | 準決賽 |

| 2007-2017年 | 首要超級賽 | 超級賽 | 黃金大獎賽 | 大獎賽 | 國際挑戰賽 | 國際系列賽 | 未來系列賽 | 其他 |

| 2018-2026年 | 總決賽 | 超級1000賽 | 超級750賽 | 超級500賽 | 超級300賽 | 超級100賽 | 國際挑戰賽 | 國際系列賽 | 未來系列賽 | 其他 |

### 奧運會和世錦賽參賽紀錄
|          | 搭檔   | 2009 | 2010 | 2011 | 2012 | 2013 | 2014 |
| -------- | ------ | ---- | ---- | ---- | ---- | ---- | ---- |
| 女子雙打 | 黄惠恩 | －   | －   | 32強 | －   | 32強 | 32強 |
|          |        |      |      |      |      |      |      |
| 混合雙打 | 古健傑 | 16強 | －   | －   | －   | －   | －   |